# Ilkka Mäkelä
Ilkka Mäkelä (Elimäki, 25 de junho de 1963) é um ex-jogador de futebol e treinador finlandês detentor do segundo maior recorde de jogos disputados no país. Como treinador, conquistou um título da Veikkausliiga e um da Copa da Finlândia.

## Biografia
Nascido na cidade finlandesa de Elimäki em 25 de junho de 1963, Mäkelä construiu uma carreira significativa em seu país natal. No total, disputou 440 partidas pelo campeonato nacional, tornando-se o segundo futebolista que mais atuou no país, atrás somente de Rami Nieminen.
Após encerrar a carreira, Mäkelä estudou na Universidade de Jyväskylä, visando construir uma carreira como treinador. Foi assistente de Juha Malinen no MyPA entre 2001 e 2003. Ele foi efetivado treinador do plantel principal em 2004 e obteve bons resultados, incluindo os títulos da Copa da Finlândia de 2004 e da Veikkausliiga de 2005. Deixou o cargo da equipa em 2007 para treinar o Lahti, dispensando três anos depois.. Em 2011, assumiu as categorias de base da seleção finlandesa, função que desempenhou por três anos. Após ficar um ano sem contrato, assinou com Mikkelin Palloilijat, equipa do segundo escalão. Sob o comando técnico de Mäkelä, a equipe é despromovida para o terceiro escalão. Ele é dispensado do cargo de treinador na temporada seguinte; contudo, cumpre o restante do contrato como diretor executivo. Mais tarde, trabalhou em cursos de treinamento da Associação de Futebol e atuou como gerente técnico do JJK Jyväskylä. Em 2020 retornou ao MyPA.